# 本多町 (金沢市)
本多町（ほんだまち）は、石川県金沢市の町名。現行行政地名は本多町1丁目から本多町3丁目。全域で住居表示実施済み。

## 地理
金沢市役所などが位置している広坂地区に隣接しており、金沢市の文教地区として知られている。
広坂交差点から寺町5丁目交差点を結ぶ金沢市道（通称本多通り）が南北に縦貫しており、本多通りの東側には緑地帯が広がっている。また、本多町1丁目から2丁目は戦災を免れた袋小路状の路地が現在も残されている。

## 歴史
本多町は、加賀藩老臣である本多安房守政重の下屋敷があった地に由来する。現在、下屋敷の一部は北陸放送裏の松風閣庭園に残されている。
1889年（明治22年）に金沢市が市制施行してからは金沢市の町名として採用されたが、1964年（昭和39年）に住居表示制度の導入により、本多町周辺の町名・地番の整理が行われた。現在は、一部の町名を除き本多町に統一されている。

### 町名の変遷
| 実施後      | 実施年                   | 実施前 |
| ----------- | ------------------------ | --- |
| 本多町1丁目 | 1964年（昭和39年）4月1日 | 手木町の全部及び笠舞町甲、笠舞町乙、笠舞町ホ、中欠原町、新坂町、上本多町一番丁、上本多町二番丁の各一部                                                                                                 |
| 本多町2丁目 | 1964年（昭和39年）4月1日 | 中本多町一番丁、中本多町二番丁、中本多町三番丁、中本多町四番丁、中本多町欠下丁、中本多町短丁の全部及び上本多町一番丁、上本多町二番丁、中欠原町、下本多町一番丁、下本多町二番丁、下本多町五番丁の各一部 |
| 本多町3丁目 | 1964年（昭和39年）4月1日 | 下本多町四番丁の全部及び下本多町一番丁、下本多町二番丁、下本多町三番丁、下本多町五番丁、下本多町六番丁、広坂通、茨木町、鱗町、下欠原町の各一部                                                         |

## 世帯数と人口
2024年（令和6年）4月1日時点の世帯数と人口は以下のとおりである。
| 丁目        | 世帯数  | 人口    |
| ----------- | ------- | ------- |
| 本多町1丁目 | 404世帯 | 708人   |
| 本多町2丁目 | 305世帯 | 535人   |
| 本多町3丁目 | 170世帯 | 290人   |
| 計          | 879世帯 | 1,533人 |

## 小・中学校の学区
市立小・中学校に通う場合、学区は以下のとおりとなる。
| 町丁        | 街区         | 番号        | 小学校               | 中学校               |
| ----------- | ------------ | ----------- | -------------------- | -------------------- |
| 本多町1丁目 | 1番 - 11番   | 1番 - 11番  | 金沢市立犀桜小学校   | 金沢市立城南中学校   |
| 本多町1丁目 | 12番         | 1号 - 19号  | 金沢市立犀桜小学校   | 金沢市立城南中学校   |
| 本多町1丁目 | 13番         | 8号 - 19号  | 金沢市立犀桜小学校   | 金沢市立城南中学校   |
| 本多町1丁目 | 14番         |             | 金沢市立犀桜小学校   | 金沢市立城南中学校   |
| 本多町1丁目 | 15番         | 1号 - 14号  | 金沢市立犀桜小学校   | 金沢市立城南中学校   |
| 本多町1丁目 | 15番         | 30号 - 45号 | 金沢市立犀桜小学校   | 金沢市立城南中学校   |
| 本多町1丁目 | 16番 - 18番  |             | 金沢市立犀桜小学校   | 金沢市立城南中学校   |
| 本多町1丁目 | 12番         | 20号 - 30号 | 金沢市立小立野小学校 | 金沢市立紫錦台中学校 |
| 本多町1丁目 | 13番         | 1号 - 7号   | 金沢市立小立野小学校 | 金沢市立紫錦台中学校 |
| 本多町1丁目 | 13番         | 20号 - 26号 | 金沢市立小立野小学校 | 金沢市立紫錦台中学校 |
| 本多町1丁目 | 15番         | 15号 - 29号 | 金沢市立小立野小学校 | 金沢市立紫錦台中学校 |
| 本多町2丁目 | 9番          | 1号         | 金沢市立小立野小学校 | 金沢市立紫錦台中学校 |
| 本多町2丁目 | 9番          | 74号        | 金沢市立小立野小学校 | 金沢市立紫錦台中学校 |
| 本多町2丁目 | 9番          | その他      | 金沢市立犀桜小学校   | 金沢市立城南中学校   |
| 本多町2丁目 | その他の街区 |             | 金沢市立犀桜小学校   | 金沢市立城南中学校   |
| 本多町3丁目 |              |             | 金沢市立犀桜小学校   | 金沢市立城南中学校   |

## 施設
- 石川県立工業高等学校
- 遊学館高等学校
- 北陸放送
  - 北陸放送敷地内にある松風閣（旧広坂御広式御対面所）は、金沢市指定の有形文化財である（2019年4月1日指定）[10][注釈 1]。同じ敷地内にある旧本多家住宅長屋門は、国の登録有形文化財として2003年7月1日に登録を受けている[13]。
- 金沢市立中村記念美術館
- 鈴木大拙館 - 鈴木大拙は本多町の生まれ。
- 商工組合中央金庫金沢支店
- 石浦神社
- 石川県金沢中警察署
- 金沢歌劇座
- 石川県社会福祉会館

### かつてあった施設
- 石川県立図書館 - 2022年7月に金沢市小立野へ新築移転。

## 交通

### バス
- 北鉄バス（北陸鉄道・北鉄金沢バス・北鉄白山バス）　本多町バス停

### 道路
- 本多通り（金沢市道）

## 隣接区域
- 広坂
- 竪町